# Komandor Peak
Der Komandor Peak (polnisch Szczyt Komandor ‚Kommandeursspitze‘) ist ein rund 300 m hoher Berg auf King George Island im Archipel der Südlichen Shetlandinseln. Er ragt östlich des Admiralen Peak am Ufer der Admiralty Bay auf.
Polnische Wissenschaftler benannten ihn 1980.